# Problema dels n cossos
En mecànica clàssica i astrodinàmica, el problema dels n cossos té per objectiu l'obtenció dels moviments individuals d'un grup d'objectes astronòmics que interactuen entre si gravitacionalment.
La resolució d'aquest problema ha estat motivada pel desig d'entendre els moviments del Sol, la Lluna, els planetes i les estrelles visible. En el segle xx, entendre la dinàmica d'un cúmul globular esdevingué un problema d'n cossos important.
El problema clàssic pot formular-se com:
Donades les propietats orbitals quasi-estacionàries (posició, velocitat i temps instantanis) d'un grup de cossos celestes, determinar-ne les forces interactives i, conseqüentment, determinar-ne els moviments orbitals en qualsevol instant de temps futur.
El problema dels dos cossos disposa de solució analítica completa.
El problema dels tres cossos disposa de solucions en forma d'aproximacions numèriques, però no té solució analítica.